# Qualificazioni ai Giochi della XXV Olimpiade (OFC)
Di seguito sono elencati gli incontri con relativo risultato della zona oceanica (OFC) per le qualificazioni a Barcellona 1992.

## Formula
Le qualificazioni prevedevano un unico turno preliminare.
Esso era composto da un girone A/R da 4 squadre.
La vincitrice del girone partecipava allo spareggio intercontinentale contro la quinta classificata del girone europeo. La vincitrice dello spareggio avrebbe avuto accesso all'Olimpiade.

## Risultati
| Squadra            | P.ti | G | V | N | P | GF | GS | DR  |
| ------------------ | ---- | - | - | - | - | -- | -- | --- |
| Australia          | 12   | 6 | 6 | 0 | 0 | 23 | 1  | +22 |
| Nuova Zelanda      | 7    | 6 | 3 | 1 | 2 | 12 | 7  | +5  |
| Figi               | 4    | 6 | 1 | 2 | 3 | 3  | 15 | -12 |
| Papua Nuova Guinea | 1    | 6 | 0 | 1 | 5 | 4  | 19 | -15 |

|  | Australia | 4 – 0 | Papua Nuova Guinea |  |

|  | Australia | 2 – 0 | Nuova Zelanda |  |

|  | Australia | 7 – 0 | Figi |  |

|  | Nuova Zelanda | 4 – 0 | Figi |  |

|  | Papua Nuova Guinea | 0 – 2 | Figi |  |

|  | Papua Nuova Guinea | 0 – 5 | Australia |  |

|  | Nuova Zelanda | 1 – 2 | Australia |  |

|  | Papua Nuova Guinea | 1 – 3 | Nuova Zelanda |  |

|  | Figi | 0 – 3 | Australia |  |

|  | Nuova Zelanda | 4 – 2 | Papua Nuova Guinea |  |

|  | Figi | 0 – 0 | Nuova Zelanda |  |

|  | Figi | 1 – 1 | Papua Nuova Guinea |  |